# André Testut
André Testut (n. 13 aprilie 1926, Lyon, Rhône⁠(d), Franța – d. 24 septembrie 2005, Lyon, communauté urbaine de Lyon⁠(d), Franța) a fost un pilot francez de Formula 1 care a evoluat în Campionatul Mondial între anii 1958 și 1959.

## Campionate Formula 1
- 1958 (Maserati 250 F) Monaco
- 1959 (Maserati 250 F) Monaco
1. 1 2 3 4  Fichier des personnes décédées mirror, accesat în 11 septembrie 2021